# 波形純理
波形 純理（なみがた じゅんり、1982年7月5日 - ）は、埼玉県越谷市出身の女子プロテニス選手。伊予銀行所属。早稲田大学卒業。

## 経歴
6歳からテニスを始める。堀越高校では1年で全日本テニス選手権ベスト16、3年で全日本ジュニア選手権優勝を果たす。早稲田大学でもインカレで優勝。
卒業後にプロ転向。
全日本選手権では2006年ダブルス、2007年混合ダブルスで優勝。2007年シングルスで準優勝。2012年ダブルスで優勝している。
2011年に初めてフェドカップの日本代表選手に選ばれた。タイで開催されたアジア・オセアニアグループのラウンドロビンに出場し5戦全勝の成績を挙げワールドグループIIプレーオフの進出に貢献した。
4大大会では2011年の全豪オープンでシングルス初出場。1回戦でレベッカ・マリーノ（カナダ）に 2-6, 6-4, 3-6 で敗れ初戦突破はならなかった。全仏オープンでも1回戦でアレクサンドラ・ウォズニアク（カナダ）に 1-6, 1-6 で敗れた。

## WTAツアー決勝進出結果

### ダブルス: 1回 (0勝1敗)
| 結果   | No. | 決勝日         | 大会     | サーフェス | パートナー | 対戦相手    | スコア |
| ------ | --- | -------------- | -------- | ---------- | ---------- | ----------- | ------ |
| 準優勝 | 1.  | 2007年10月14日 | バンコク | ハード     | 森田あゆみ | 孫甜甜 晏紫 | 棄権   |

## 4大大会シングルス成績
略語の説明
| W | F | SF | QF | #R | RR | Q# | LQ | A | Z# | PO | G | S | B | NMS | P | NH |

W=優勝, F=準優勝, SF=ベスト4, QF=ベスト8, #R=#回戦敗退, RR=ラウンドロビン敗退, Q#=予選#回戦敗退, LQ=予選敗退, A=大会不参加, Z#=デビスカップ/BJKカップ地域ゾーン, PO=デビスカップ/BJKカッププレーオフ, G=オリンピック金メダル, S=オリンピック銀メダル, B=オリンピック銅メダル, NMS=マスターズシリーズから降格, P=開催延期, NH=開催なし.
| 大会           | 2006 | 2007 | 2008 | 2009 | 2010 | 2011 | 2012 | 2013 | 2014 | 2015 | 通算成績 |
| -------------- | ---- | ---- | ---- | ---- | ---- | ---- | ---- | ---- | ---- | ---- | -------- |
| 全豪オープン   | A    | LQ   | LQ   | A    | LQ   | 1R   | A    | LQ   | A    | LQ   | 0–1      |
| 全仏オープン   | A    | LQ   | LQ   | A    | LQ   | 1R   | A    | A    | A    | LQ   | 0–1      |
| ウィンブルドン | A    | LQ   | LQ   | A    | LQ   | LQ   | LQ   | A    | A    | LQ   | –        |
| 全米オープン   | LQ   | LQ   | LQ   | LQ   | LQ   | LQ   | LQ   | LQ   | A    | LQ   | –        |